# Oosterhout (Noord-Brabant)

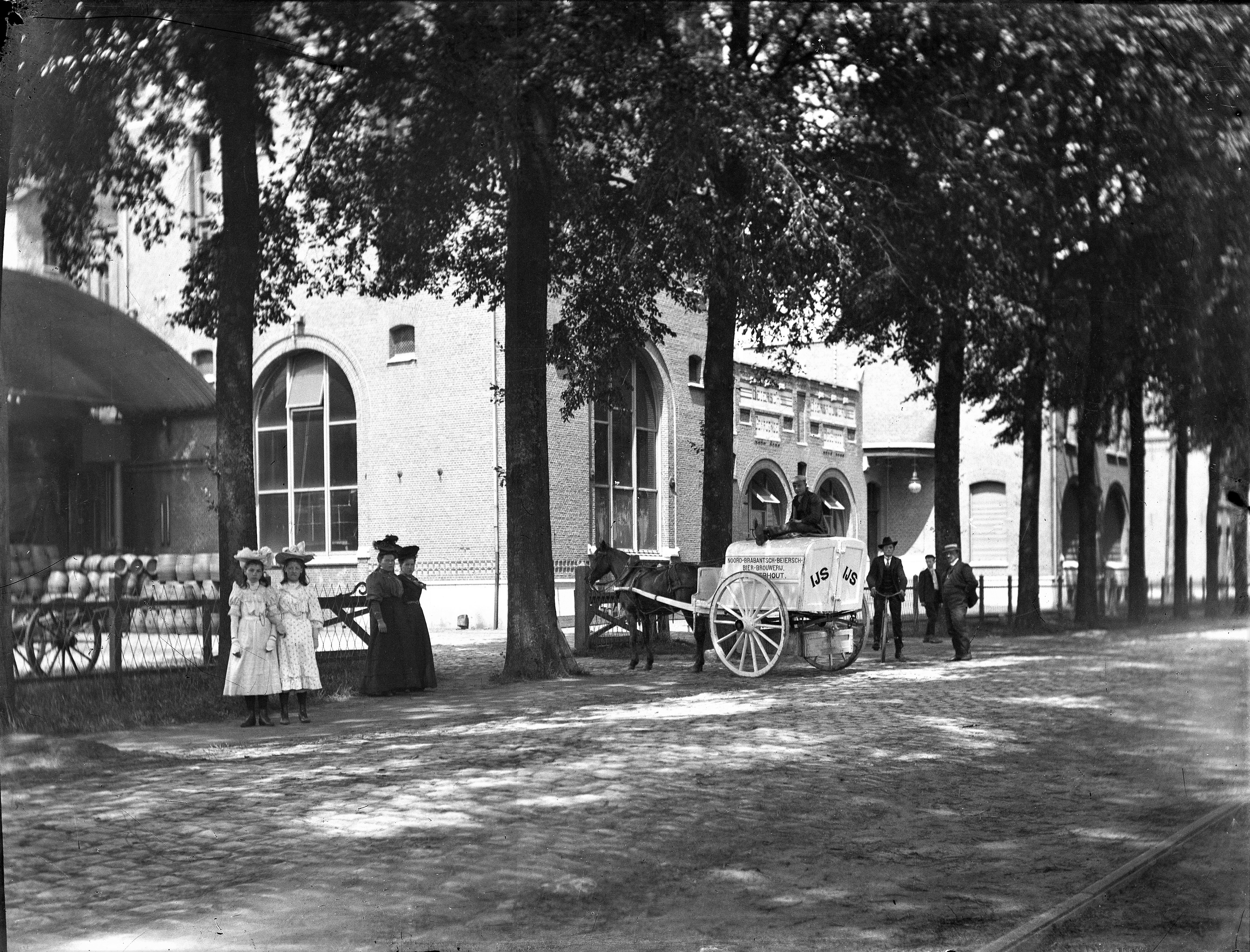
Bier Brouwerij De Gekroonde Bel, Bredaseweg Oosterhout, Glasplaatnegatieven van rond 1905-1910

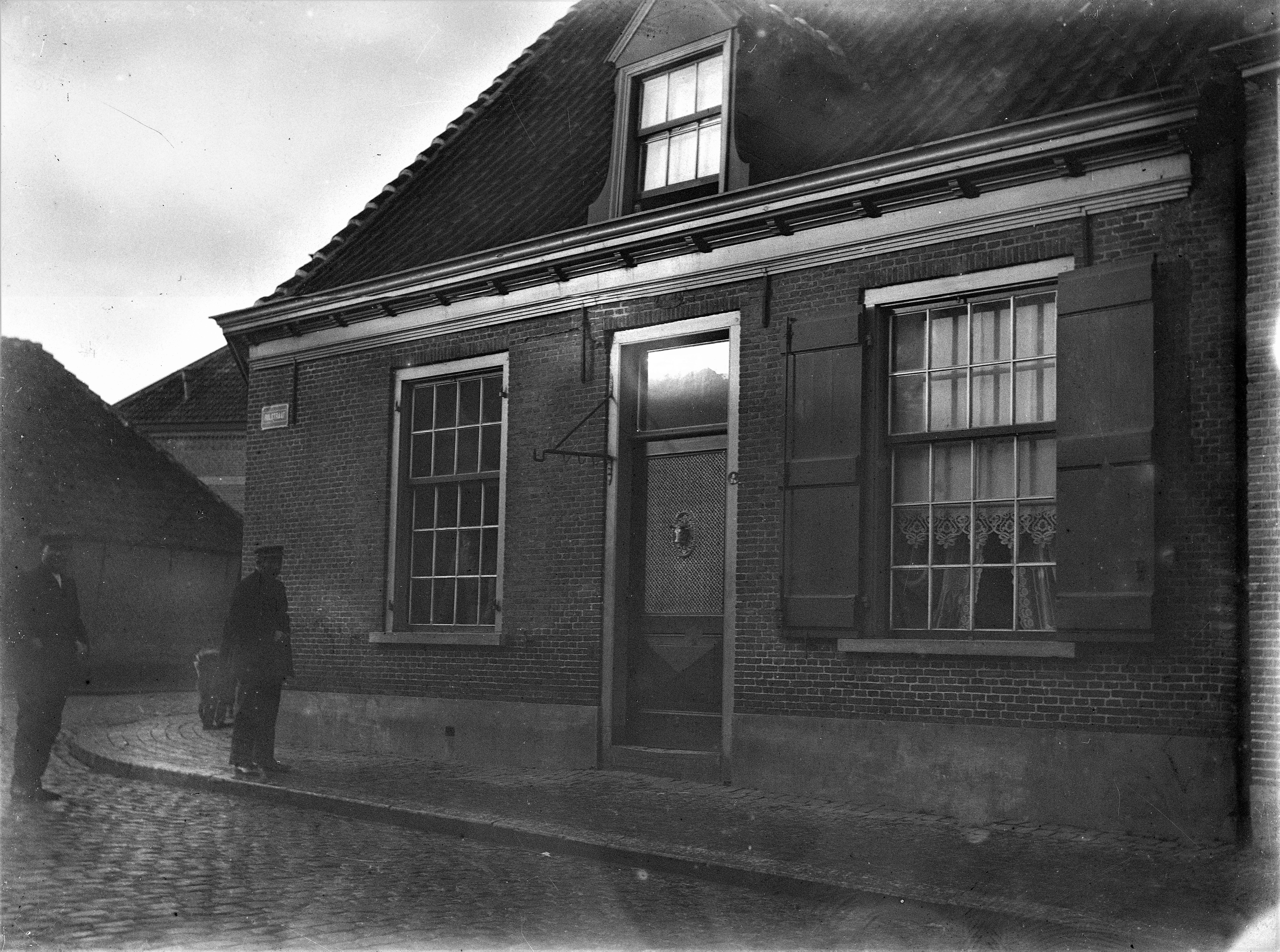
Rulstraat 1 Oosterhout, Glasplaatnegatieven rond 1905-1910

Oosterhout (uitspraakⓘ) is een stad in de Nederlandse provincie Noord-Brabant en de hoofdplaats van de gelijknamige gemeente. Op 1 januari 2023 telde de stad 51.755 inwoners.

## Ligging
Oosterhout ligt ten noorden van Breda en ten noordwesten van Tilburg. Nabijgelegen kernen zijn Oosteind, Dongen, Rijen, Teteringen, Dorst, Den Hout, Raamsdonksveer

## Aangrenzende gemeenten
| Aangrenzende gemeenten | Aangrenzende gemeenten | Aangrenzende gemeenten | Aangrenzende gemeenten | Aangrenzende gemeenten |
| ---------------------- | ---------------------- | ---------------------- | ---------------------- | ---------------------- |
| Drimmelen              |                        | Geertruidenberg        |                        |                        |
|                        |                        |                        |                        |                        |
|                        | Dongen                 |                        |                        |                        |
|                        |                        |                        |                        |                        |
| Breda                  |                        |                        |                        | Gilze en Rijen         |

## Toponymie
De naam Oosterhout zou verwijzen naar het feit dat de plaats ten oosten ligt van het nog bestaande kerkdorp Den Hout.
Bovenstaande verklaring is zeer twijfelachtig. De naam verwijst eenvoudig naar het feit dat de plaats ten Oosten van een bos is gelegen. Te vergelijken met de namen van de diverse plaatsen Oosterhout en vergelijkbare gevallen als Oosterwolde, Westerwolde etc.

## Geschiedenis
Oosterhout wordt voor het eerst genoemd in een oorkonde uit 1277 maar het is veel ouder. Reeds in de prehistorie lag er een keten van kleine nederzettingen op de noordrand van de Brabantse zandgronden. Veel verder naar het zuiden lag het door heide omgeven dorp Dorst. Een van deze nederzettingen, Middelwijk genaamd, groeide uit tot de kern van de huidige gemeente die bestuurd werd door een schepenbank met de schout als voorzitter. In Middelwijk stond ook de aan Sint-Jan de Doper gewijde parochiekerk die in het bezit was van de geestelijke ridderorde van de Tempeliers, later de Johannieters. De romaanse kerk werd in de 15e en begin 16e eeuw vervangen door de huidige laatgotische kerk met niet-afgebouwde toren. In 1625 werd de kerk in brand gestoken tijdens het beleg van Breda. Den Hout had een voor reizigers bestemd gasthuis dat ten tijde van de Tachtigjarige Oorlog verdween. De kapellen van Dorst en Den Hout kregen aan het eind van de 18e eeuw de status van parochiekerk.
Vanaf 1321 verwierf Willem van Duivenvoorde in fasen Oosterhout. Hij heeft mogelijk gewoond op de burcht Kasteel Strijen. Dit kasteel is in 1573 door Spaanse soldaten in puin geschoten tijdens de Tachtigjarige Oorlog en daarna gesloopt. Van het kasteel rest nog een deel van een hoektoren: de Slotbossche toren. Behalve Willem en zijn nakomelingen hadden ook de heer van Breda, Hadewych van Strijen en haar nageslacht en de johannieters heerlijke rechten in Oosterhout. De kerkelijke parochie Oosterhout omvatte ook het westen van het dorp Dongen.
Rond 1580 riepen de plaatselijke bestuurders Oosterhout uit tot vrijheid. Dit had geen rechtsgevolgen maar was wel een uiting van groeiende zelfbewustzijn onder de Oosterhoutse elite.
Het Oosterhoutse Broek ten noorden van Middelwijk bestond uit beemden waar vee gevetweid werd en 's zomers werd gehooid. Boeren uit meer zuidelijk gelegen dorpen als Gilze en Alphen kochten of pachtten hier ook percelen land.
In het begin van de 17e eeuw ontstond, vanwege de aanwezigheid van geschikte leem in de grond, een uitgebreide pottenbakkersindustrie die voor de export naar Holland en Zeeland werkte. Deze bedrijfstak bloeide tot diep in de 19e eeuw. De haven maakte een goede en snelle verbinding met de steden in Holland en Zeeland mogelijk. In de zeventiende en 18e eeuw werden er verscheidene ambachtsgilden opgericht van bakkers, molenaars, schippers, slagers en bijenhouders. Er waren jaarmarkten en een weekmarkt. Bij de haven was veel vertier. Wie geen land en dus onvoldoende inkomen had ging uit werken aan de dijken in Zeeland en Zuid-Holland.
Oosterhout is bekend wegens zijn 'slotjes', kasteeltjes waarvan er nu nog vijf bestaan. In een van deze slotjes, De Blauwe Camer, wonen sinds 1647 de zusters norbertinessen van Sint-Catharinadal, nadat de zusters gedwongen waren hun klooster in Breda te verlaten. Dankzij een speciale bescherming door de prinsen van Oranje mocht Sint-Catharinadal in de Republiek blijven bestaan. Rond 1900 kwamen er twee kloosters bij waarvan de monniken en monialen uit Frankrijk de wijk hadden genomen vanwege de Franse politiek van secularisering. Het waren de benedictinessen met de Onze-Lieve-Vrouweabdij en de benedictijnen met de Sint-Paulusabdij. Deze laatste werd in 2006 gesloten waarna de gebouwen in gebruik werden genomen door de lekengemeenschap Chemin Neuf. Het gebied waarin deze drie kloosters zich bevinden wordt De Heilige Driehoek genoemd.
In 1809 kreeg Oosterhout stadsrechten van koning Lodewijk Napoleon.
In het begin van de 19e eeuw woonden er een aantal Joodse gezinnen in Oosterhout. In 1822 werd een Joodse begraafplaats ingericht op de Vrachelse Heide. Hier werden ook de gemeenteleden uit Breda en Geertruidenberg ter aarde besteld. Omstreeks 1850 had de gemeente ongeveer 45 lidmaten. In 1866 werd aan de Sint-Janstraat een synagoge ingewijd. Het aantal lidmaten nam echter zo sterk af dat de synagoge in 1899 verkocht moest worden. De gemeente werd in 1910 opgeheven en bij Geertruidenberg gevoegd. De begraafplaats is nog in gebruik door de gemeente Breda.

## Economie
Vanouds was de rundveehouderij voor Oosterhout van belang. Er was veehandel, vooral naar het huidige Belgische Brabant en Antwerpen. Ook was er handel in boter. In 1857 was er sprake van boterhandel Verschure. Dit bedrijf ontwikkelde zich tot een aanzienlijke margarinefabriek, die echter in 1906 werd opgekocht door Jurgens. In 1920 was er een staking bij dit bedrijf voor loonsverhoging. In 1928 sloot Verschure: de productie ging naar Rotterdam.
Andere landbouwgerelateerde bedrijven waren een boekweitpellerij (1768). In 1861 kwam er, in de fabriek van Jan Oomen bij de haven, een hooipers. Aldus kon veel meer hooi in een schip of op een wagen worden geladen. In deze fabriek werden ook lijnkoeken gebroken. In 1889 werd een strohulzenfabriek opgericht. Niet alleen hulzen voor mandflessen werden er vervaardigd, maar later ook strotouw en stroplaten. Ook gerelateerd aan de landbouw waren de bietsuikerfabrieken. Het betrof de fabriek van Campenhout & Cie. te Groenendijk, opgericht in 1867, en de fabriek van Heere & Co., ofwel de Statendam, op het grondgebied van Oosterhout, nabij Geertruidenberg. De fabrieken sloten in 1902 respectievelijk 1916.
In 1868 startte een bedrijfje met het vervaardigen van kunstguano uit secreetmest, zwavelzuur en kalksteen. Deze kunstmest werd geen succes. In 1875 werd in de haven de eerste guano en chilisalpeter aangevoerd. In 1893 werd door de boeren voor het eerst op enige schaal kunstmest toegepast: Dit was kalimest.
Daarnaast kende Oosterhout lakennijverheid, en daaronder ook blauw- en zwartververs. Ongeveer halverwege de 18e eeuw werd deze nijverheid overvleugeld door die van Tilburg. Toch bleef hete textielbedrijf aanwezig: Zo werd in 1777 een katoenspinnerij opgericht waar armen te werk werden gesteld. Toen de aanvoer van katoen stokte, werd er nog koehaar gesponnen. In 1785 sloot deze spinnerij alweer, maar in 1856 werd het spinnen van koehaar opnieuw beoefend. Begin 19e eeuw is er nog steeds sprake van lakennijverheid, wollenstoffen- en hoedenfabriekjes.
Van groot belang was de pottenbakkerij. De pottenschepen voeren naar Rotterdam. Door allerlei oorzaken, waaronder de opkomst van geëmailleerd vaatwerk, en vaatwerk uit zink, verdween de pottenbakkerij geleidelijk. Men ging onder meer over op het fabriceren van rioolbuizen. In 1891 waren er nog drie bedrijven over, in 1910 nog twee, en na 1919 nog een. Dit bedrijf, van Sjef van Loon, stond na 1924 bekend als: Fabriek van aardewerk en buizen, machinale bloempotten en groothandel. Uiteindelijk vervaardigde men nog slechts bloempotten. De fabriek sloot in 1935, de groothandel in 1941. Het aanwezige leem werd ook voor de fabricage van bakstenen gebruikt, aanvankelijk met behulp van veldovens. Een moderne steenfabriek werd in 1899 geopend te Dorst.
Leerlooierijen bevonden zich vooral in Oosteind. In de gemeente Oosterhout bevonden zich in 1880 bovendien 532 schoenmakers. Een echte schoenfabriek was Schenkel, die in 1900 startte.
Oosterhout kende ook sigarenfabrieken. In 1811 waren dat er vier, waaronder die van S. Fick ("Lombok") en die van Rombouts. In 1931 waren er vijf sigarenfabrieken: "Lombok", "De Postduif", "De Olifant", en bedrijven van P. Tempelaars en J. van Bragt. Fick was een groothandel in koloniale waren, en hij bezat ook specerijmolens en begon in 1878 een machinale koffiebranderij.
Andere bedrijven waren een scheepstimmerwerf, in 1716 opgezet door Gijsbert Otten, en een lijnbaan die van 1773-1783 heeft bestaan. In 1860 werd een gasfabriek opgericht en in 1870 een biljartfabriek.
In de loop van de 19e eeuw, breidde de stad zich enigszins uit, maar door gebrek aan werkgelegenheid was er veel armoede. Een spoorlijn kwam er niet.
In 1874 kwam de ijzer- en kopergieterij Van der Pol, die later als van Emden verder zou gaan. Hier werden onderdelen voor stoommachines en scheepslieren en -schroeven vervaardigd. In 1889 kwam een tweede ijzergieterij, die van Hagenaars.
In 1901 werd brouwerij De Gekroonde Bel opgericht aan de Bredaseweg. Deze sloot in 1930, maar het gebouw is nog aanwezig en is geklasseerd als rijksmonument.
Op het gebied van voedingsmiddelen kan Koekbakkerij Bernard de Hoog worden genoemd, die in 1873 startte als ambachtelijk bedrijf, en spoedig daarna uitgroeide tot een Stoomkoekfabriek. Deze fabriek ging in 1929 de NV Brabantse Koekfabriek heten. Er werd ook noga vervaardigd. In dezelfde sfeer lag de Suikerbakkerij Smits-Van Gils, opgezet door André Smits, die vanaf 1890 startte met fabrieksmatige productie van snoepjes. De fabriek maakte veel gebruik van huisarbeid. In 1916 werd een suikerwerkfabriek door dezelfde firma geopend. In 1957 kwam Jamin naar Oosterhout. In 1985 ging Jamin failliet. De fabriek maakte een doorstart als O.Z.F. (Oosterhoutse Zoetwarenfabriek), die in 1993 overgenomen werd door Ahold. Ook vindt men Leaf Holland in Oosterhout. Leaf en Jamin hebben er nog steeds hun hoofdkantoren. Dan is er Rens Joosen confectionery, een bedrijf dat onder meer kaneelstokjes vervaardigt.
Verdere bedrijvigheid ontstond uit de kuiperij van Simons, opgericht in 1886 en in 1893 reeds vermeld als Emballagebedrijven & Houthandel. Men vervaardigde houten vaten, kratten en dergelijke. In 1910 ging men ook houtwol produceren. Het bedrijf heeft lang bestaan. In 1992 werd het overgenomen door Opstalan BV uit Oisterwijk, een fabrikant van dakplaten. Er volgde een reorganisatie. Het ontstane fusiebedrijf ging het Simfa heten. De schoorsteen werd opgeblazen en in 1997 verdween het bedrijf uit Oosterhout.
In 1921 vestigde zich de Zuid-Nederlandse Zeemlederfabriek, in de volksmond De Zeem geheten, in Oosterhout. Men vervaardigde zeemleder uit lamshuiden. De fabriek bracht in 1993 de complete productie over naar Mexico, zodat enkel de verkooporganisatie in Oosterhout bleef. De fabriek werd gesloopt in 1994. In 2004 volgde faillissement van het bedrijf.
Het Wilhelminakanaal, voltooid in 1924, maakte verdere industrialisatie mogelijk. In 1919 werd reeds een haven in gebruik genomen. Deze lag ten westen van het centrum. Er kwamen enkele betonfabrieken. Zo startte Andries Struyk een handel in bouwmaterialen, een natuursteenbewerkingsbedrijf en een betonwarenfabriek. In 1992 werd dit bedrijf overgenomen door CRH Nederland. Andere betongerelateerde bedrijven zijn: Koninklijke H.H. Martens, Lodewikus, De Hoop Pekso en Calderys.
De echte groei begon pas na de Tweede Wereldoorlog. Oosterhout werd toen een aantrekkelijke forensenplaats, maar ontwikkelde ook zelf veel werkgelegenheid, veelal in de industrie. Zo vestigde Philips zich er in 1951 met een spoelenfabriek, aanvankelijk een atelier van het Tilburgse bedrijf Volt. Hier vonden 120 meisjes werk. Vanaf 1968 ging men ook muziekcassettes maken. In 1975 begon men ook videoband te vervaardigen onder de naam: Philips Magneetband BV. Dit geschiedde uiteindelijk samen met DuPont onder de naam PDM (Philips DuPont Magnetics). In 1993 sloot de fabriek.
Een nog bestaand bedrijf is Brabant Chemie, tegenwoordig AgriChem, een onderdeel van het Indische Punjab Chemicals. Het bedrijf vervaardigt en verkoopt landbouwchemicaliën, met name bestrijdingsmiddelen. Het bedrijf stond oorspronkelijk in Rijsbergen van waar het, met achterlating van een zwaar vervuilde bodem, omstreeks 1986 naar Oosterhout verhuisde.

### Winkelen

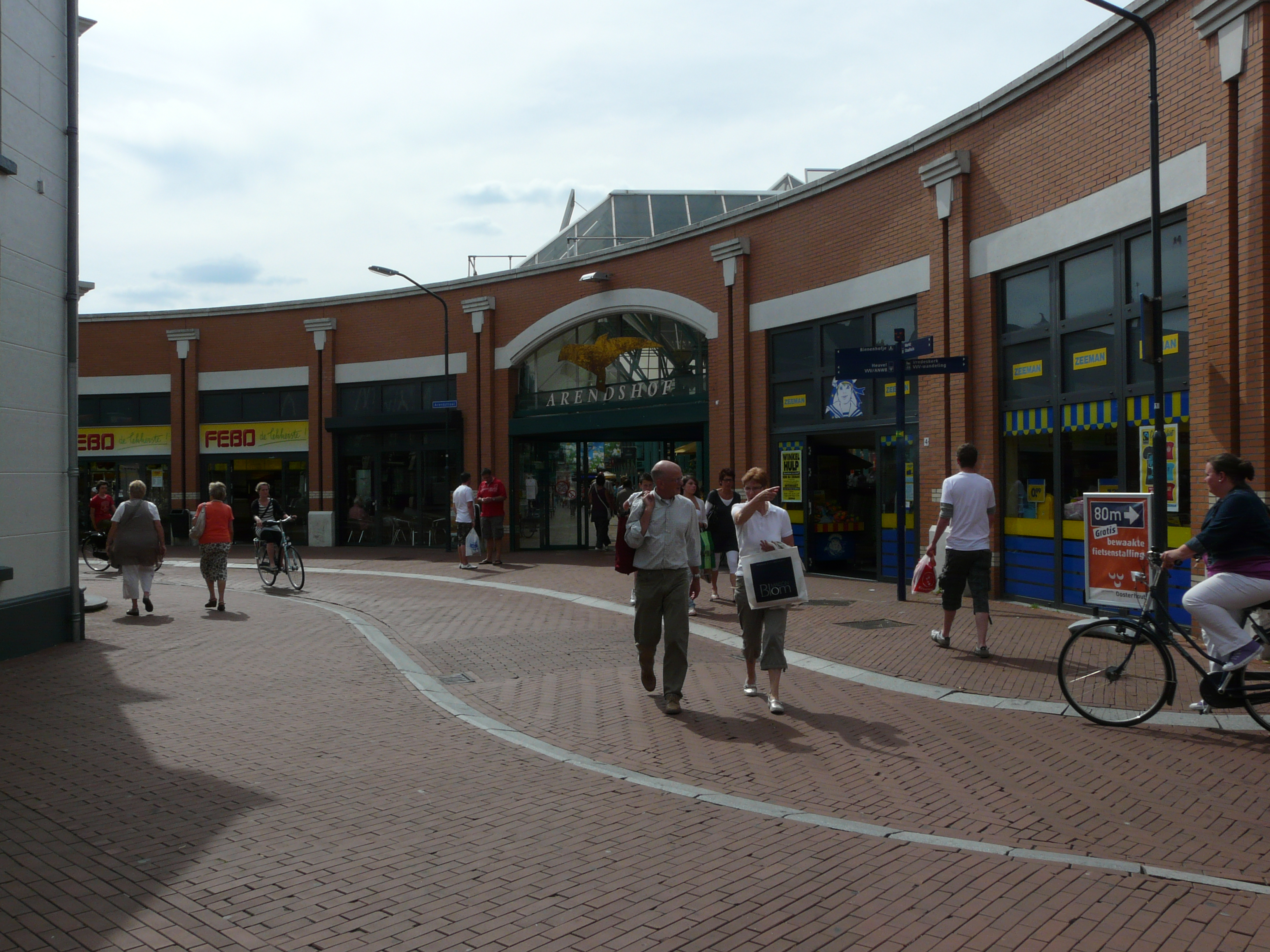
Winkelcentrum Arendshof

Het winkelhart van Oosterhout bestaat uit het overdekte winkelcentrum Arendshof. Achter de façade van de voormalige Heilig Hartkerk is een winkelhofje en een brasserie. In de wijken Dommelbergen en Oosterheide liggen de winkelcentra Arkendonk en Zuiderhout.

### Markt
Er zijn twee markten in Oosterhout:
- Centrum: zaterdag van 8:30 – 16:00 uur
- W.C. Zuiderhout: woensdag van 11:30 – 17:00 uur

## Bezienswaardigheden

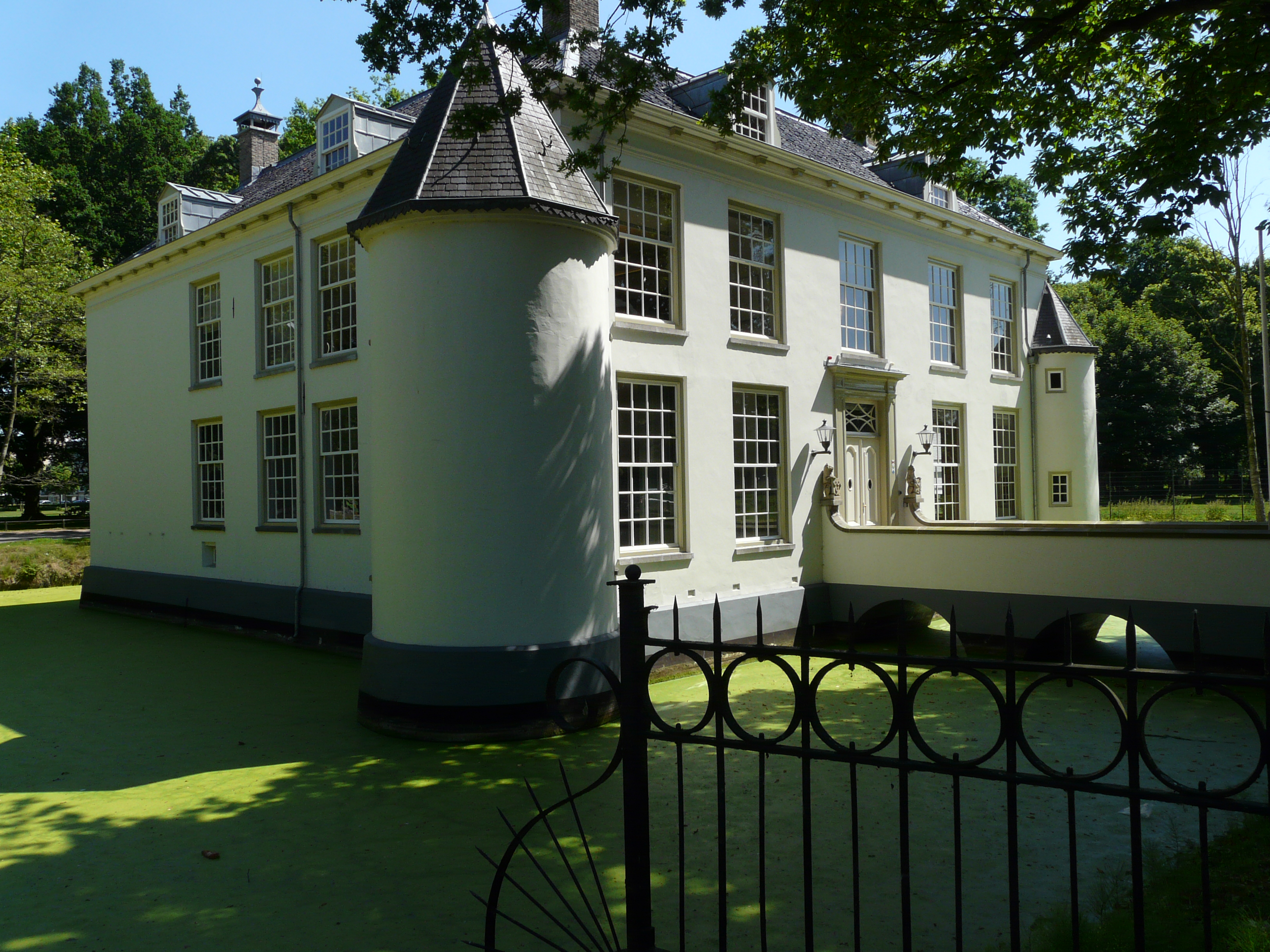
Slotje Limburg

- Oosterhout kent een dubbelcentrum. De Markt en de Heuvel zijn de centrale pleinen. De Heuvel en omgeving is een beschermd stadsgezicht. Het plein kent statige huizen en een dubbele bomenrij.
- Oorspronkelijk waren er zeven Slotjes in Oosterhout. De meeste Slotjes liggen aan de Ridderstraat. Ze worden omringd door de Slotparken, het restant van een uitgestrekt lusthof met vijvers en hoog geboomte. De slotjes zijn omstreeks de 15e eeuw ontstaan. Het waren woningen van de Oosterhoutse elite waaronder enkele geslachten uit de lage adel. Gegroeid uit een omgrachte boerderij, evolueerden ze via kasteelachtige edelmanswoningen tot landhuizen. Verhalen als zouden de betreffende hoeven eigendom zijn geweest van de Tempeliers en later de Johannieters, zijn nimmer door feiten bevestigd. De slotjes zijn alleen aan de buitenzijde te bezichtigen. De slotjes zijn:
  - Slotje Limburg
  - Slotje Brakestein
  - Slotje Beveren
  - Slotje Borsele
  - Slotje Spijtenburg (verdwenen)
  - Slotje Ter Aalst (verdwenen)
  - De Blauwe Camer, het zevende slotje, is in gebruik als het klooster Sint-Catharinadal.
- Ruïne van kasteel Strijen, aan de Kasteeldreef. Slechts de Slotbossche Toren rest hier nog van.
- Het Vrijheidshuis aan Heuvel 13 stamt uit 1610 en huisvestte het bestuur van de vrijheid. In de 18e eeuw werd de westvleugel toegevoegd. Tot 1940 diende het als stadhuis.
- Oosterhout kent tal van historische woonhuizen. Men vindt er een aantal aan de Markt en aan de Heuvel, waarbij Markt 13 een bovenlicht heeft in Lodewijk XVI-stijl. Markt 20 heeft een trapgevel uit 1669 en een ingangspartij in empirestijl. Vele huizen hebben een 19e-eeuwse gevel, maar de kern ervan is ouder.
- De gebouwen van brouwerij De Gekroonde Bel, uit 1901, aan de Bredaseweg 106. Deze bestaan uit een kantoorgebouw en een mouttoren in rode baksteen. In de gevel zijn tegeltableaus verwerkt.
- Voormalige timmerwerkplaats uit 1885, aan de Basiliekstraat 2-4.
- Oosterhout kent diverse kunstwerken, waaronder het bekende Abrahambeeld

### Kerken

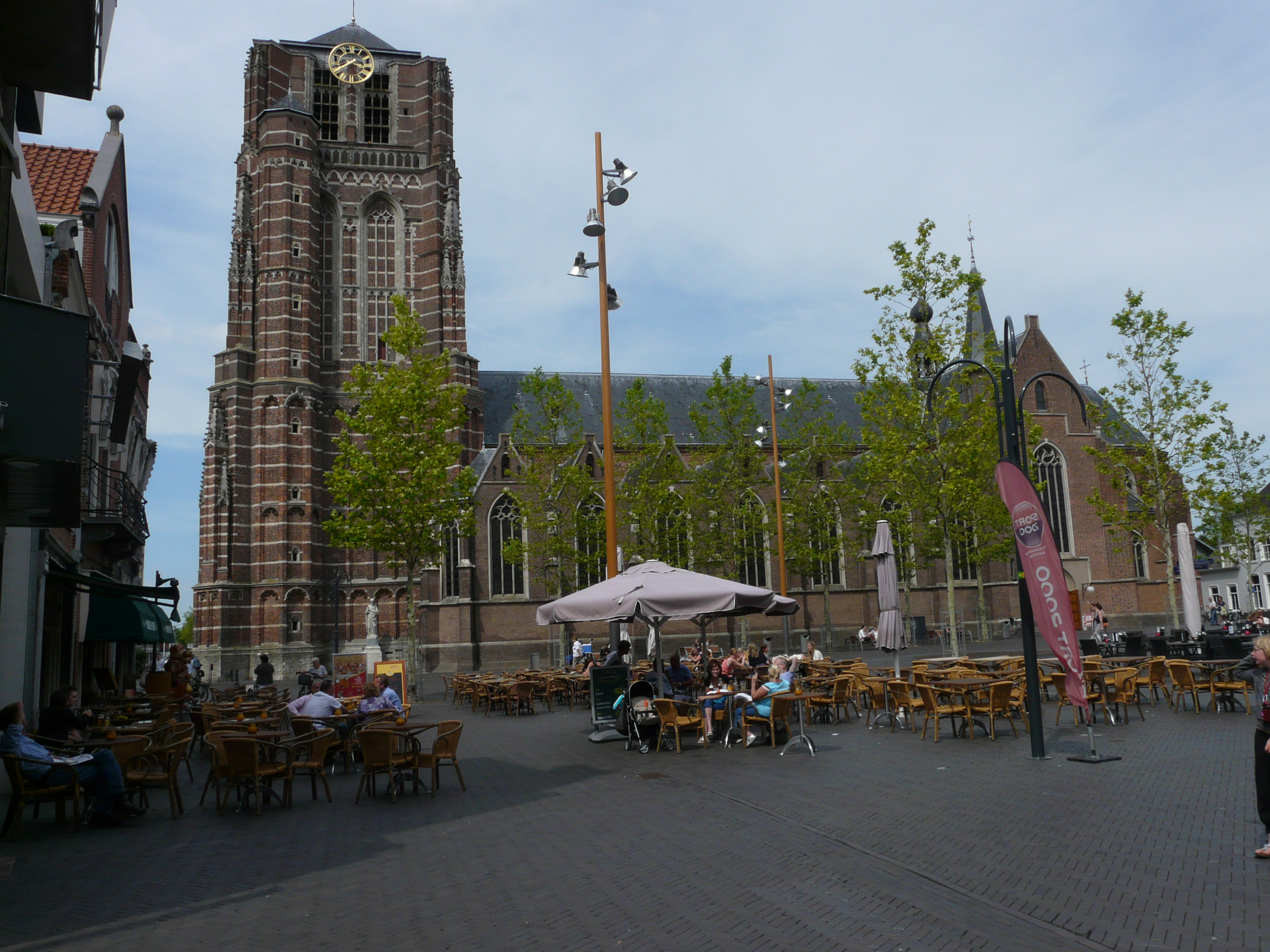
Marktplein met de Sint-Jansbasiliek

- Sint-Jansbasiliek, Markt, Oosterhout. De kerk is een vijfbeukige kruiskerk uit de 17e eeuw. Het interieur bevat zeldzame, antieke voorwerpen en prachtige glas-in-loodramen.
- Heilig Hartkerk, aan Arendstraat 35 uit 1881, door Piet van Genk. Deze Jezuïetenkerk werd gesloopt in 1974, op het westwerk na. In deze torengevel bevindt zich een stilteruimte en daar zijn ook de glas-in-loodramen uit de voormalige kerk ondergebracht. Achter deze gevel bevindt zich een hofje met winkels en een brasserie met terras. In sommige winkels zijn onderdelen van de voormalige kerk nog zichtbaar. Voor de bouw van de winkeltjes is zoveel mogelijk gebruik gemaakt van de materialen afkomstig van het gesloopte kerkgedeelte.
- Hervormde kerk (ook: Vredeskerk genaamd), aan de Rulstraat 6
- Paterserfkerk, aan Paterserf 8, was een gereformeerde kerk in modernistische stijl, ontworpen door L.F.M. van der Plas. Ze werd ingewijd in 1969, onttrokken aan de eredienst in 2006 en gesloopt in 2007
- Antonius van Paduakerk, aan Sint-Vincentiusstraat 113, is een neogotische kerk uit 1908, ontworpen door Pierre Cuypers
- De Mariakerk, of Onze-Lieve-Vrouw van de Heilige Rozenkranskerk, aan de Wilhelminalaan 63, is een kerk in basilicastijl, ontworpen door B.P.J. Oomen
- Huisgezin van Nazarethkerk, aan de Slotlaan 23, was een katholieke kerk die gebouwd werd in 1960 in de trant van de Bossche School, door het architectenbureau van Nico van der Laan. In 2004 werd het gebouw onttrokken aan de eredienst en op 24 maart 2007 gesloopt.

### Kloosters
- De Heilige Driehoek is een beschermd dorpsgezicht met drie abdijen:
  - Sint-Catharinadal, Kloosterdreef 3, is een van de vijf slotjes in Oosterhout, uit de 15e eeuw. Sinds 1647 is dit het klooster van de zusters norbertinessen. Het is te bezoeken tijdens de Open Dagen.
  - Onze-Lieve-Vrouweabdij, Zandheuvel 90, Oosterhout. Het klooster wordt bewoond door de zusters benedictinessen. Er is een gastenhuis voor retraites en bezinning.
  - De voormalige Sint-Paulusabdij der benedictijnen aan de Hoogstraat.
- Voormalig Sint-Antoniusklooster, aan Sint-Vincentiusstraat 86, van de zusters Franciscanessen

## Musea

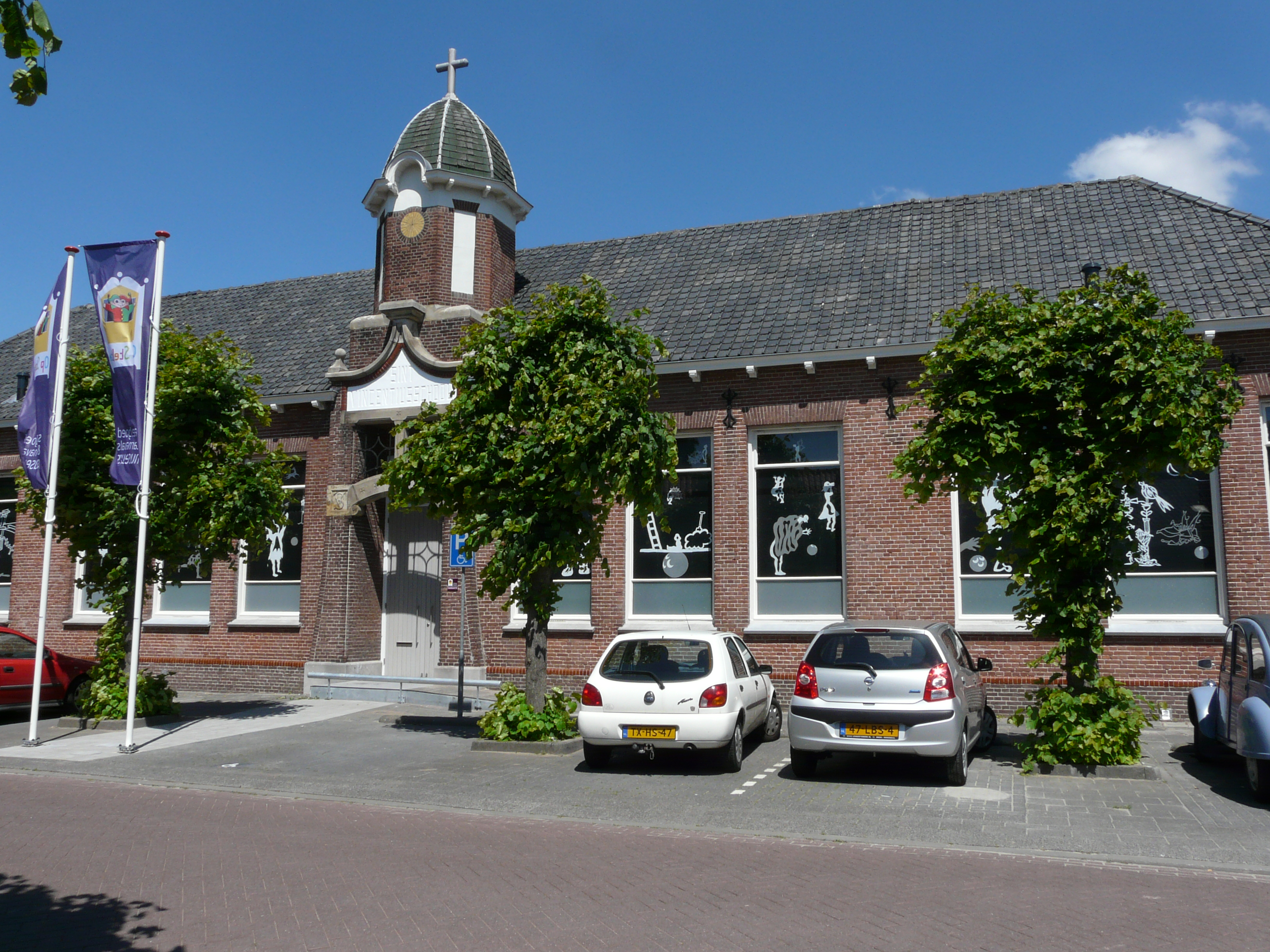
Speelgoedmuseum ‘Op Stelten’

- Bakkerijmuseum, aan de Klappeijstraat 47-49. Een collectie oude bakkersvoorwerpen en -werktuigen en historisch bakkerswinkeltje. In de huidige bakkerij is het voor groepen mogelijk om zelf brood en koekjes te bakken.
- Museum Oud-Oosterhout, aan de Bredaseweg 129. Openluchtmuseum met miniatuurhuisjes van Oosterhout anno 1900. In het binnenmuseum een oudheidkamer en vroegere streekartikelen. Tevens zijn er wisselexposities.
- Speelgoedmuseum ‘Op Stelten’, aan de Zandheuvel 51. Een collectie oud en antiek speelgoed, van de 18e eeuw tot ongeveer 1950.
- Ut Kabinet der Zotheid, Kaaiendonks Carnavalsmuseum Een samenvoeging van de collectie die eerder was ondergebracht in het Speelgoedmusuem, een privé collectie en diverse giften. Naast insignes en memorabilia toont het museum ook diverse kostuums en een goed overzicht van de grote diversiteit aan verenigingen, initiatieven en tradities in Kaaiendonk.

## Natuur en landschap
Ten zuiden en westen van Oosterhout loopt het Wilhelminakanaal. Ten westen van Oosterhout komt het Markkanaal hierop uit. Er bevinden zich hier een aantal sluizen en enkele havens, waarvan de eerste in 1919 is geopend. Langs deze havens zijn uitgebreide bedrijventerreinen. Ten noorden van Oosterhout komt het Wilhelminakanaal uit in de Donge. Ook het Kromgat komt in de Donge uit. Andere waterlopen ten noorden van Oosterhout zijn het Vissersgat, het Rechtendijksgat en de Otterkil. Deze benamingen wijzen op een vroeger stelsel van watergeulen in wat nu als de Oranjepolder of de Blokken en de Slikpolder bekendstaat. Hiermee ligt Oosterhout op de grens van het zandgebied en het kleigebied. Ook ten oosten van Oosterhout ligt een grootschalige polder: de Gecombineerde Willemspolder, een grootschalige polder met een oppervlakte van 6,5 km².
Ten zuidwesten van Oosterhout ligt een zandgebied, met het natuurgebied Vrachelse Heide aan de overzijde van het Wilhelminakanaal. Ten zuiden van Oosterhout bevindt zich het gebied Oosterheide, een natuurgebied met interessante overblijfselen van 18e-eeuwse militaire oefeningen, de zogenaamde Kalix Berna. Naar het zuidoosten toe vindt men Boswachterij Dorst.

## Cultuur
- H19 Centrum voor de Kunsten, Heuvel 19, Oosterhout - H19 verzorgt de kunsteducatie voor Oosterhout en regio, met een gevarieerd aanbod op het gebied van dans, muziek, theater, beeldende en audiovisuele kunst en literatuur. Naast het cursusaanbod voor particulieren biedt H19 projecten en workshops op maat voor het onderwijs. Ook ondersteunt H19 het sociaal-cultureel werk in Oosterhout.
- Vlaamsche Culturele Sociëteit VZW – De sociëteit heeft tot doel de culturele contacten met Vlaanderen en Antwerpen in het bijzonder in stand te houden en te bevorderen.
- Carnavalsstichting OCS De Smulnarren.

## Vertier

### Theater

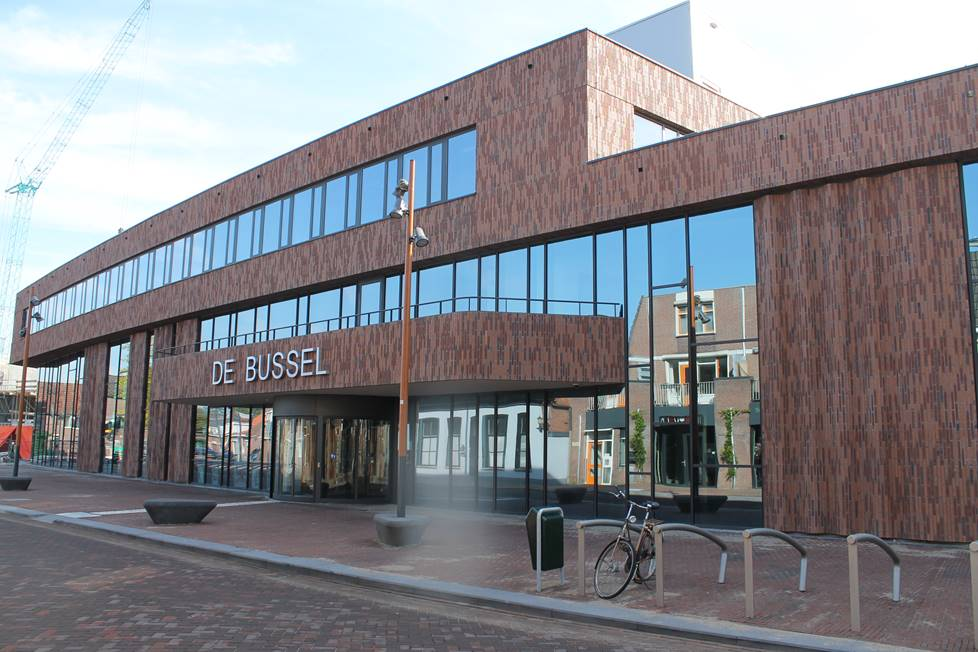
Theater de Bussel en de lokale bibliotheek na de verbouwing in 2015

- Theater de Bussel
- Theater de Schelleboom
- Openluchttheater Oosterhout

## Sportverenigingen
- atletiekvereniging ATV Scorpio
- hockeyclub MHC De Warande
- honkbal- en softbalclub Twins Sporting Club
- voetbalclub VV TSC
- voetbalclub VV SCO
- voetbalclub VV Oosterhout
- volleybalvereniging VOKO
- tennisvereniging T.V. Strijdo
- tennisvereniging T.V. Warande
- wielervereniging De Jonge Renner

## Topografie
Topografisch kaartbeeld van Oosterhout, maart 2014. Klik op de kaart voor een vergroting.

## Verkeer en vervoer
Oosterhout is bereikbaar via de A27 en de A59.
Er is een busstation, gelegen in het centrum, met busverbindingen verzorgd door Arriva richting Breda, Tilburg en Geertruidenberg. Via Brabantliner-lijn 500 kan relatief snel (in ruim een uur) gereisd worden naar Utrecht. Oosterhout is de op vier na grootste stad van Nederland zonder treinstation. Amstelveen, Spijkenisse en Nieuwegein zijn groter, maar hebben alle drie wel haltes en stations aan een (snel)tram- of metrolijn. Alleen Katwijk is groter en heeft net als Oosterhout ook in het geheel geen spoorverbinding.
Het verhaal gaat dat Oosterhout in de 19e eeuw maar nipt de aanleg van een treinstation is misgelopen. De Oosterhoutse afvaardiging van het gemeentebestuur die op weg was naar onderhandelingen over de eventuele aanleg van een station kwam te laat op de afspraak. Het gezelschap wilde liever eerst nog ergens een maaltijd nuttigen. De commissie die de loop van het spoor en de aanleg van stations bepaalde, besloot het station aan het naburige dorp Rijen te gunnen. Waarschijnlijk was het feit dat Rijen op de lijn Breda-Tilburg ligt de doorslaggevende reden. "Eerst eten" is door deze legende een bekende uitspraak in Oosterhout. Vanaf 2008 werden opnieuw de mogelijkheden van een spoorlijn onderzocht. Dit wordt gedaan in combinatie met de verbreding van de A27 die langs Oosterhout loopt.
Voor wat betreft goederenvervoer is er wel een spoorwegverbinding, het industrieterrein Weststad (met distributiecentra van o.a. Gefco, Whirlpool en IKEA) heeft een aansluiting aan de noordzijde via het laatste nog in gebruik zijnde stuk van de Langstraatspoorlijn.
Aan de zuidkant had industrieterrein De Vijf Eiken een aansluiting op de spoorlijn Breda - Eindhoven via stamlijn Oosterhout Vijf Eiken. Deze stamlijn is in 1991 gesloten en in 2001 definitief opgebroken.

## Media
In Oosterhout verschijnt het Weekblad Oosterhout. De ORTS (Oosterhoutse Radio en Televisie Stichting) is de lokale omroep van Oosterhout met 24 uur per dag radio en tv.

## Onderwijs
In Oosterhout zijn twintig basisscholen gevestigd. De stad telt vijf scholen voor het voortgezet onderwijs:
- Monseigneur Frencken College – vwo en havo
- Sint-Oelbertgymnasium – gymnasium
- Curio Effent Oosterhout – mavo-havo-brugklas
- Hanze College – vmbo/beroepsgerichte leerwegen
- Zwaaikom – praktijkonderwijs

Verder is er een hogeschool gehuisvest, namelijk de Bourdon Hogeschool voor Muziek.

## Sport
Op zondag 21 augustus 2022 liep de route van de derde etappe (van Breda naar Breda) van de Ronde van Spanje 2022 door Oosterhout.

## Geboren in Oosterhout
- Adriana Haanen (1814-1895), kunstschilder
- Christiaan Snouck Hurgronje (1857-1936), arabist, islamoloog
- Frans Frencken (1886-1946), r.k. priester en christelijk ijveraar
- Willem Fick (1887-1971), jurist en vicepresident van de Hoge Raad der Nederlanden
- Adrianus Hoekstra (1917-1997), verzetsstrijder
- Wim Peters (1921-2019), burgemeester
- Gerrit Brokx (1933-2002), politicus
- Ad van den Brink (1944), beeldhouwer, keramist
- Yvonne de Nijs (1944-2016), zangeres
- Kaz Lux (1948), zanger
- Michel Szulc-Krzyzanowski (1949), fotograaf
- Lia van Bekhoven (1953), journaliste, auteur en correspondent voor radio en televisie
- Ad Krijnen (1954), voetballer
- Jac Bico (1957), musicus
- Wanny van Gils (1959-2018), voetballer
- Jan Liesen (1960), bisschop van Breda
- Mirjam Mous (1963), auteur
- Marlies Dekkers (1965), modeontwerpster
- Hans van Oosterhout (1965), drummer
- Dinie Besems (1966), beeldend kunstenaar, sieraadontwerpster
- Extince (= Peter Kops) (1967), rapper
- Eus Roovers (1968), kinderboekenschrijver
- Nathalie Huigsloot (1969), journaliste en televisiemaakster
- Martin van Steen (1969), wielrenner
- Lisa van Ginneken (1972), politica
- Antony Hermus (1973), dirigent
- Cora Burggraaf (1977), mezzosopraan
- Jaap Robben (1984), (toneel)schrijver
- Kelly van Zon (1987), tafeltennisster
- Ludwig Volbeda (1990), illustrator, striptekenaar en beeldend kunstenaar
- Rens Ottema (1995), bekend als rapper Ares
- Stan Pijnenburg (1996), zwemmer
- Niels Laros (2005), atleet

## Woonachtig (geweest)
- Yves de Boer, politicus
- Rowin Caron, golfer
- Vincent Claase, als zanger bekend als Vinzzent
- Jan van de Craats, wiskundige
- Paul Elshout, beeldhouwer, kunstschilder, graficus
- Elly de Graaf, actrice
- Remigius Adrianus Haanen, kunstschilder
- Helmi Huijbregts-Schiedon, politicus
- Marinus de Jong, componist en pianist
- Conrad Carel Käyser, militair en ontdekkingsreiziger
- Roland Koopman, presentator
- Kees Pijl, voetballer
- Paul Rink, schilder
- Jacques Kerssemakers, monnik en verzetsstrijder
- Jelle ten Rouwelaar, voetballer bij NAC Breda
- Annette Sekrève, prinses
- Niel Steenbergen, beeldhouwer
- Jan Verschueren, missionaris in Nieuw-Guinea
- Willem Hendrik de Vriese, botanicus
- Eric Wetzels, VVD-partijbestuurder